# Minox 35

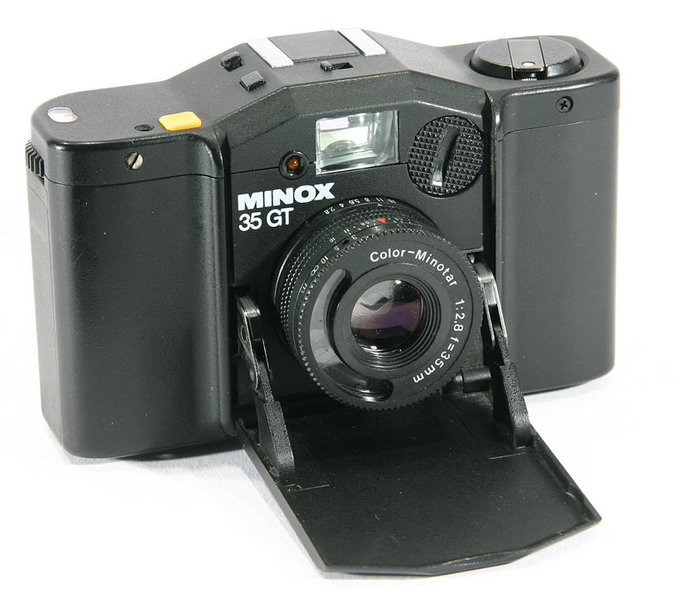
Minox 35 GT

Die Minox 35 war eine Baureihe von Kleinbild-Sucherkameras mit versenkbarem Objektiv von Minox. Sie galten zwischen 1974 und 1995 als die kleinsten Serien-Kleinbildkameras der Welt, mit etwa 10 cm Breite, 6,1 cm Höhe und 3,1 cm Tiefe und einem Gewicht von etwa 200 g. Die Minox 35 übernahmen den Titel von der Rollei 35, die 1966 vorgestellt worden war, und verloren ihn 1996 an die Minolta TC-1. Die Produktion der Baureihe endete im Oktober 2002.

## Konstruktion

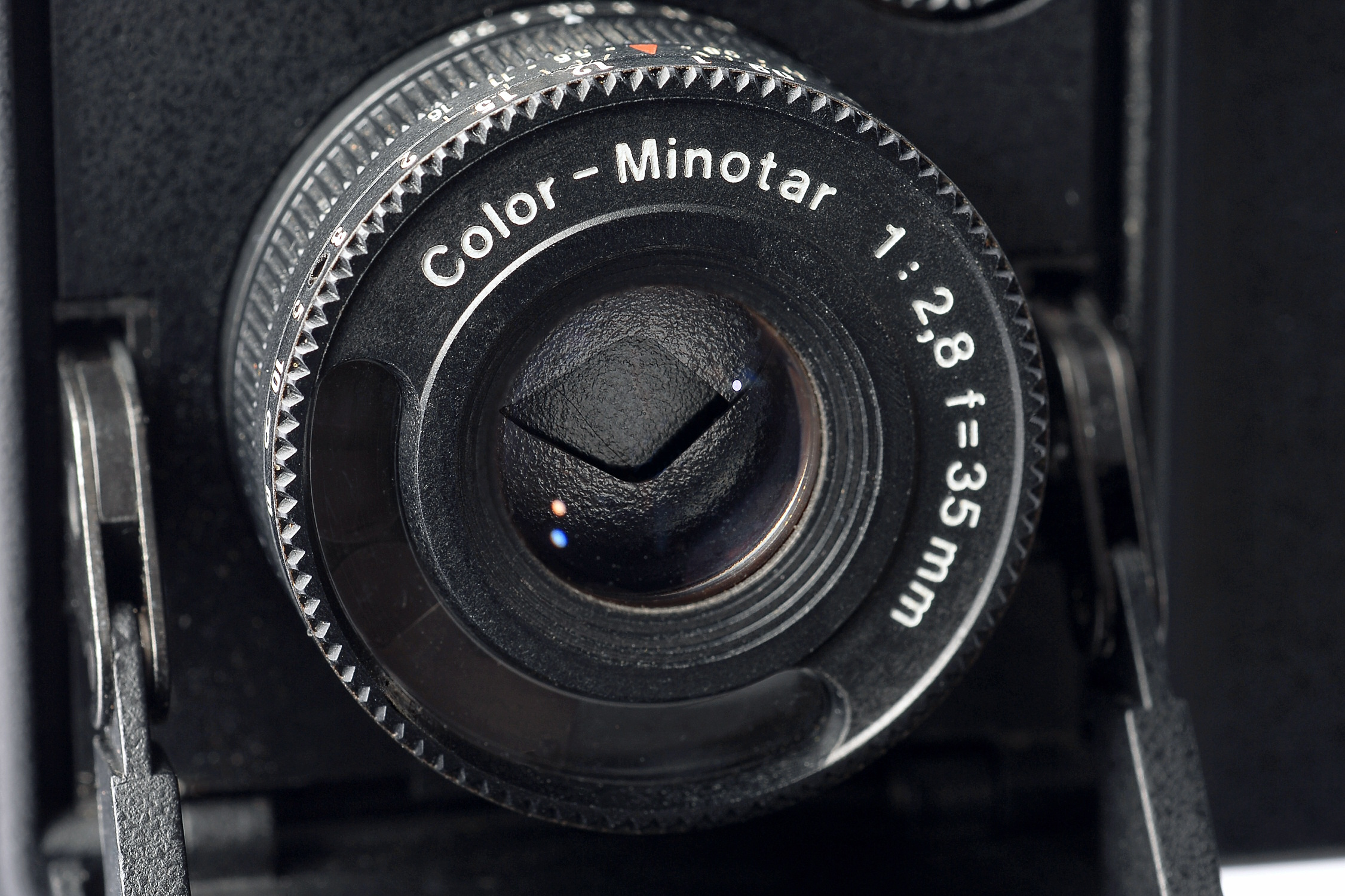
Minotar Objektiv einer Minox 35 GL. Zu sehen sind die beiden Elemente der Blende, direkt dahinter der Zentralverschluss.

Der Körper der von Prof. Richard Fischer gestalteten und zusammen mit Walter Zapp entwickelten Kamera besteht aus glasfaserverstärktem Makrolon. Dadurch wird sie mit etwa 200 Gramm leicht genug, um sie bequem in der Hemdtasche zu tragen. Die Mechanik zum Bewegen des Objektivs ist mit einer Frontklappe gekoppelt, die im geschlossenen Zustand das Objektiv schützt.
Das Objektiv Color-Minotar, Minar bzw. Minoxar (mehrschichtvergütet und um einen festen UV-Filter ergänzt) ist eine Eigenkonstruktion des Herstellers. Vom Grundtyp entspricht es dem vierlinsigen Triplet, genauso wie das Tessar von Zeiss. Die Brennweite beträgt bei allen Modellen 35 mm, die Lichtstärke ƒ/2,8. Zur Entfernungseinstellung wird nicht das ganze Objektiv verschoben, sondern nur die Frontlinse.
Die Blende ist nicht wie sonst üblich eine Irisblende, sondern besteht aus nur zwei Elementen, die eine variable, rautenförmige Öffnung bilden.
Blitzschuh, Rückspulkurbel und Transporthebel befinden sich anders als bei der Rollei 35 an den üblichen Stellen. Der Sucher liegt zentral über dem Objektiv. Zum Filmtransport muss der Transporthebel zweimal betätigt werden, was bei vielen Benutzern Verwirrung hervorrief; sie hielten die Kamera für defekt, da sie nach einmaligem Betätigen des Transporthebels nicht wieder aufnahmebereit war.

## Ausstattung

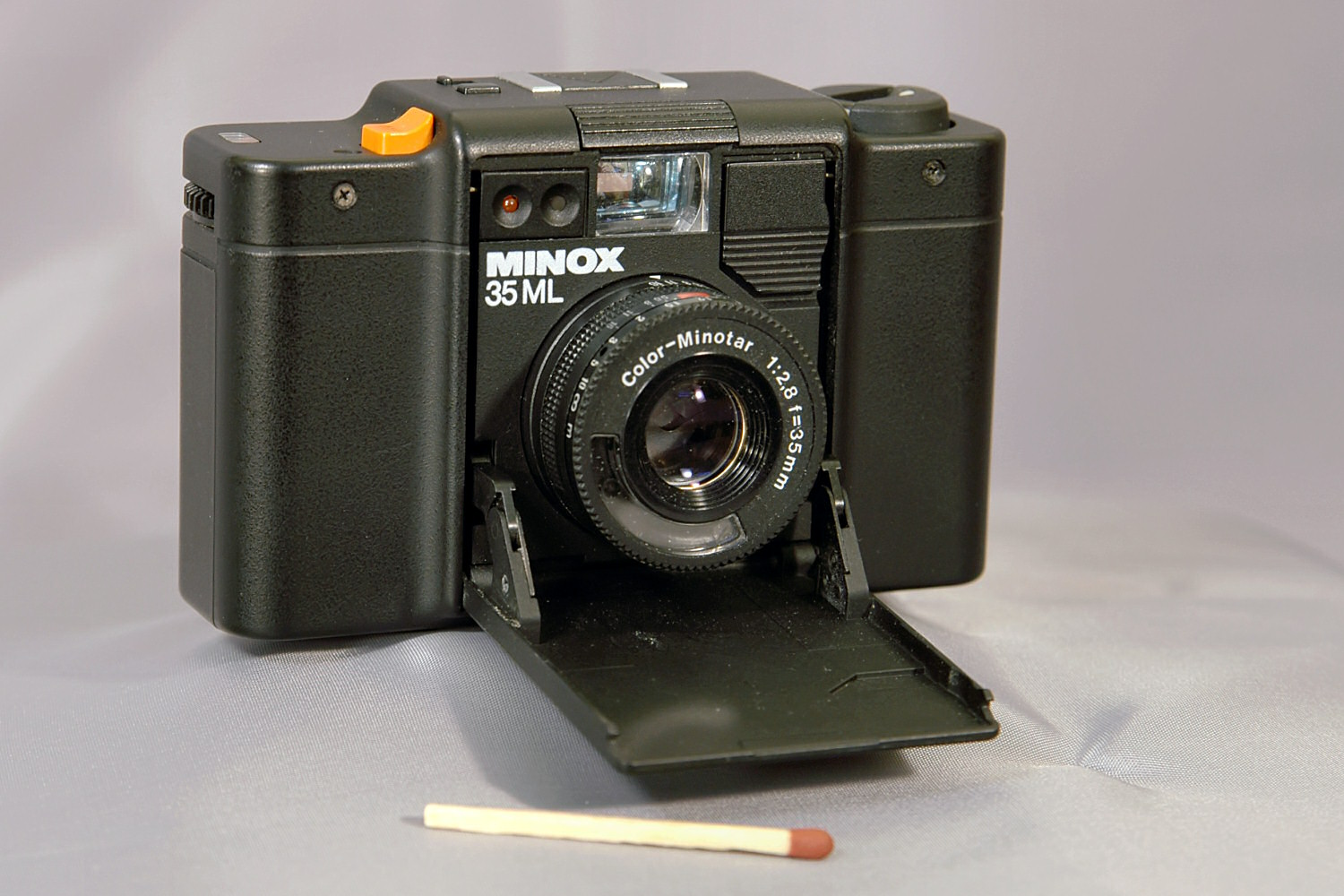
Minox 35 ML

Alle Modelle verfügen über eine Belichtungsautomatik. Eine manuelle Belichtungssteuerung ist nicht vorgesehen. Eine Möglichkeit der Einflussnahme ist die Betätigung des Schalters im Blitzschuh (siehe unten), damit wird die Belichtungszeit auf die Blitzsynchronzeit des jeweiligen Modells (beispielsweise 1⁄125 s) festgesetzt. Die Blende kann dann frei gewählt werden. Die Kameras haben einen von analoger Elektronik gesteuerten Zentralverschluss. Die automatische Lichtwertkorrektur entsprechend der Blendeneinstellung erfolgt mechanisch durch Abschattung der Photozelle mit einem Grauverlaufsfilter, der mit dem Blendenring bewegt wird.
Eine Besonderheit ist der Verschluss der Minox 35 ML und MD-C. Bei Verwendung der Programmautomatik ist die zweiteilige Blende (siehe oben) immer ganz geöffnet. Die Verschlusslamellen bilden dann eine variable Öffnung, indem sich der Zentralverschluss im Objektiv nur so weit öffnet, dass der benötigte Querschnitt erreicht wird und der Verschluss als Aperturblende wirkt.
Im Blitzschuh ist ein Schalter eingebaut, mit dem die Kameras beim Aufstecken eines Blitzgeräts automatisch auf die Blitzsynchronzeit umgestellt werden. Die genaue Position des Schalters variiert je nach Modell, die mitgelieferte Blitzschuhabdeckung hat an der entsprechenden Stelle eine Aussparung. Das erste Modell hatte eine Blitzsynchronzeit von 1⁄30 s, spätere Modelle 1⁄90 s bis 1⁄125 s.
Die Entfernung muss geschätzt werden; einen Entfernungsmesser gibt es an keinem Modell (was beim Erscheinen der Kamera nicht unüblich war). Das 35-mm-Objektiv hat als leichtes Weitwinkelobjektiv eine größere Schärfentiefe als Normalobjektive, was die Gefahr von Fehleinstellungen verringert.

## Zubehör

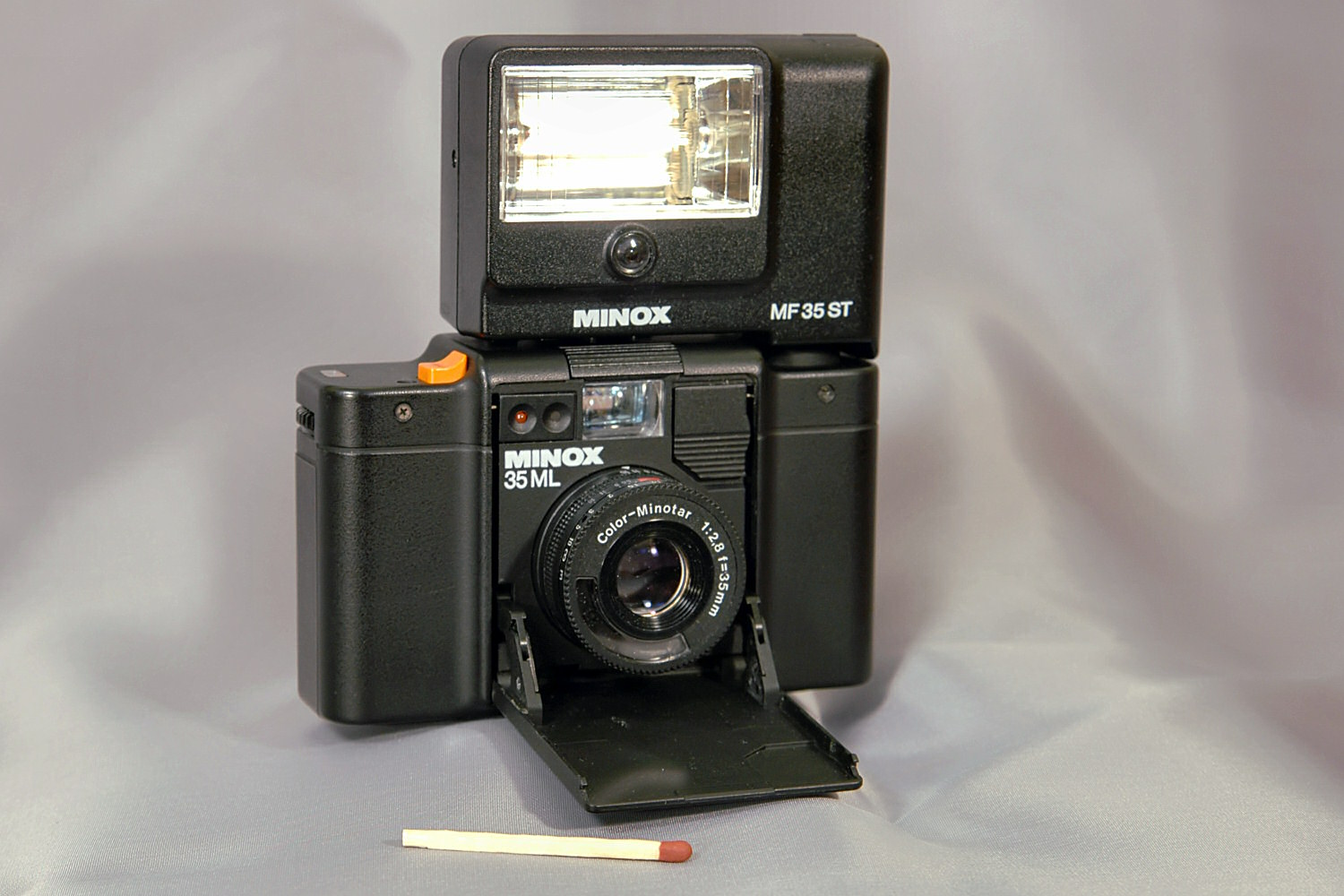
Minox 35 ML mit Blitz MF 35 ST

Minox hat auch in Design und Größe angepasste Blitzgeräte herausgebracht. Dabei ist zu beachten, dass die Kameramodelle 35 ML, 35 MB und andere mit einem M in der Typbezeichnung eine andere Gehäuseform haben. Die Minox-35-Blitzgeräte mit einem M in der Typbezeichnung sind an diese Gehäuseform angepasst, die anderen Minox-35-Blitzgeräte lassen sich an 35 ML, 35 MB und den anderen M-Modellen der Kamera nicht verwenden. Blitzgeräte anderer Hersteller sind ohne Probleme an allen Modellen verwendbar.
Minox hat weiteres Zubehör speziell für die 35er-Modelle angeboten, darunter verschiedene Bereitschaftstaschen, Streulichtblenden und Filter. Für alle entsprechend kompakten Kameras nutzbar ist ein Taschenstativ von Minox, das zusammengesteckt etwa die Ausmaße eines Bleistifts hat.

## Konkurrenzmodelle

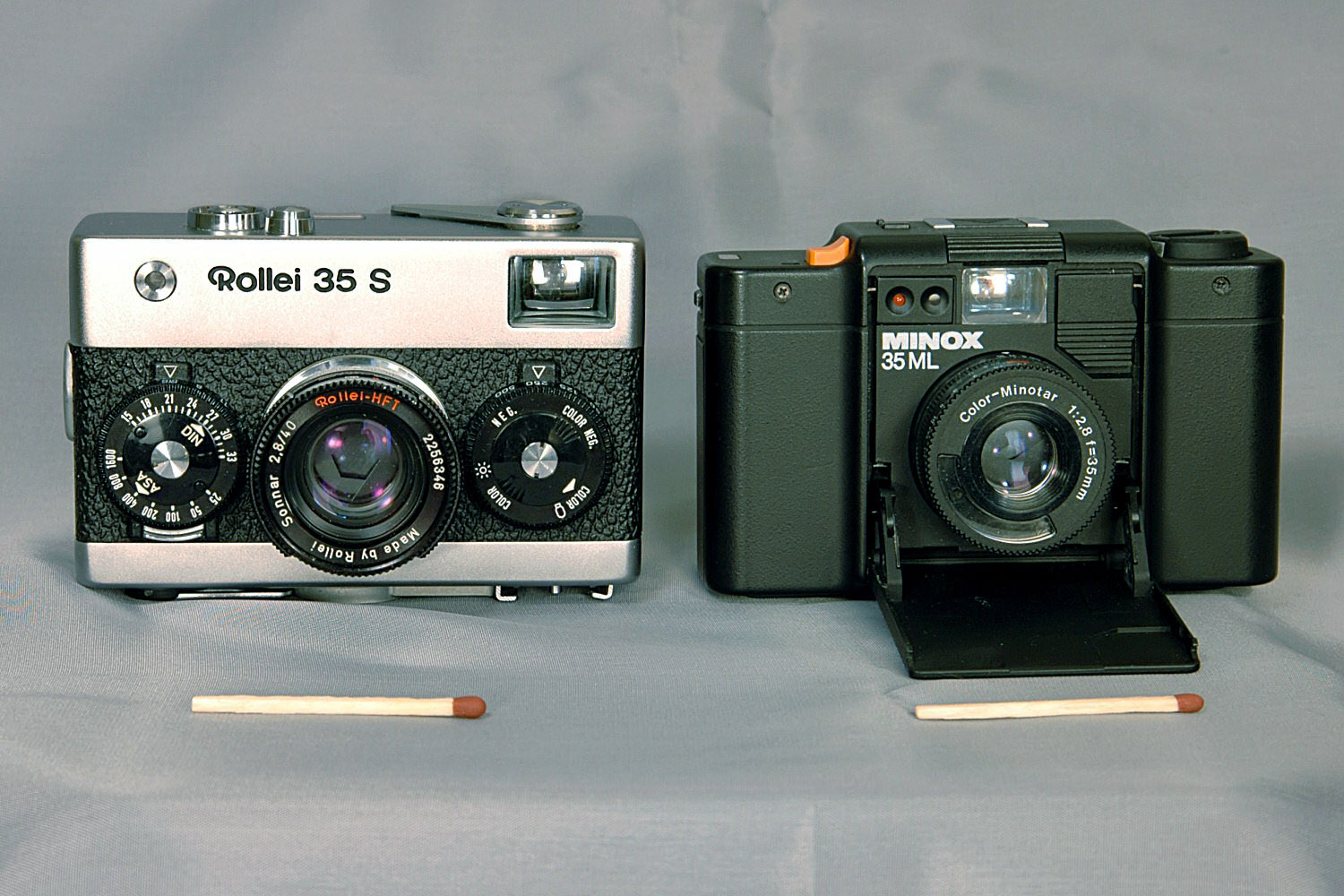
Rollei 35 S und Minox 35 ML

Die Minox-35-Reihe war ein großer Erfolg, größer als von Minox zunächst erhofft. Sie kam als direkte Konkurrenz zur Rollei 35 heraus, die 1966 vorgestellt worden war und im Ruf größerer Zuverlässigkeit steht. Die Objektive der Rollei erreichten eine höhere Abbildungsleistung, besonders deren Modelle mit dem fünflinsigen Sonnar. Die Minox 35 ist andererseits deutlich leichter und verfügt, anders als die Versionen der Rollei 35, über eine Belichtungsautomatik. Spätere Varianten der Minox 35 mit Minoxar-Objektiv und einer geänderten Filmandruckplatte erreichen eine verbesserte Abbildungsleistung.
Es gab zahlreiche, meist technisch und auch qualitativ einfacher gehaltene Nachbauten anderer Hersteller. In der Sowjetunion stellte Arsenal (Kiew, heute Ukraine) mit der Kiev 35A eine fast exakte Kopie der Minox 35 EL her, die technisch jedoch nicht an das Original heranreicht.
1978 wurde die Ricoh FF-1 vorgestellt, die der Minox 35 in nahezu allen Eigenschaften gleicht. Mit der Olympus XA kam 1979 ein ernsthafter Konkurrent auf den Markt, der jedoch etwas größer als die Minox 35 war. Die Olympus XA hat ein sechslinsiges Objektiv, Zeitautomatik und einen eingebauten Entfernungsmesser.
Ein wichtiger Zulieferer, die Firma Balda in Bünde/Westfalen, ging eigene Wege und fertigte zeitgleich nicht nur die Minox-Gehäuseschalen, sondern mit der Balda CE35 komplett eigenständige Kameras nach dem Minox-Konzept (Kleinbildsucherkompakte mit Kunststoffspritzgussgehäuse, Klappdeckel und 38-mm-Optik) unter eigenem Namen, die schließlich auch von Voigtländer unter dem Namen Vito C vertrieben wurde. Nach der Verlagerung der Fertigungsanlagen nach China gab es Varianten dieser Kamera als Yangtse, umgangssprachlich als China-Balda bekannt.
Bis zum Erscheinen der Autofokus-Kleinbildsucherkameras Mitte der 1980er Jahre stellte die Minox 35 praktisch das Synonym der modernen Kompaktkamera dar. Die Minox 35 AF von 1988 konnte sich nicht gegen die vollautomatischen Kompaktkameras anderer Hersteller durchsetzen, die bei geringerem Preis zusätzlich einen motorischen Filmtransport, eine automatische Filmeinfädelung und einen eingebauten Blitz boten. Diese Kameras konnten über die Jahre weiter verkleinert werden, bis sie trotz der zusätzlichen Funktionen mit der Minox 35 auch in der Größe konkurrierten. Ein Beispiel ist die Olympus µ-II, die mit einem Objektiv (35 mm Brennweite, Lichtstärke ƒ/2,8) von hoher Qualität ausgestattet ist.

## Einige Modelle
Dem Ursprungsmodell EL folgten mehrere schrittweise verbesserte Modelle. Nach einem „Gegenlichtschalter“ (doppelte Belichtungszeit) der GL folgte ein Selbstauslöser mit dem Modell GT. Mit dem Modell GT-E wurde unter anderem eine robustere Verschlusssteuerung und ein mehrschichtvergütetes Objektiv Minoxar eingeführt. Danach gab es in der klassischen Linie nur noch Detailänderungen.
Die Modelle der Linie M mit anderer Technik und Gehäuseform sowie Modelle mit abweichender Ausstattung (beispielsweise Fixfocus bzw. Autofocus, eingebautes Blitzgerät) oder Sonderfarben erreichten bei Weitem nicht die Verkaufszahlen der Modelle aus der klassischen Linie. Die Produktion wurde eingestellt.
Lagerbestände der Minox-35-Kameras wurden bis mindestens Anfang 2009 verkauft.
Klassische Linie
- Minox 35 EL (1974) – Ursprungsmodell mit Zeitautomatik
- Minox 35 GL (1979) – wie EL, zusätzlich „Gegenlichtschalter“ (doppelte Belichtungszeit), stufenlose Einstellung der Filmempfindlichkeit
- Minox 35 GT (1981) – wie GL, zusätzlich Selbstauslöser

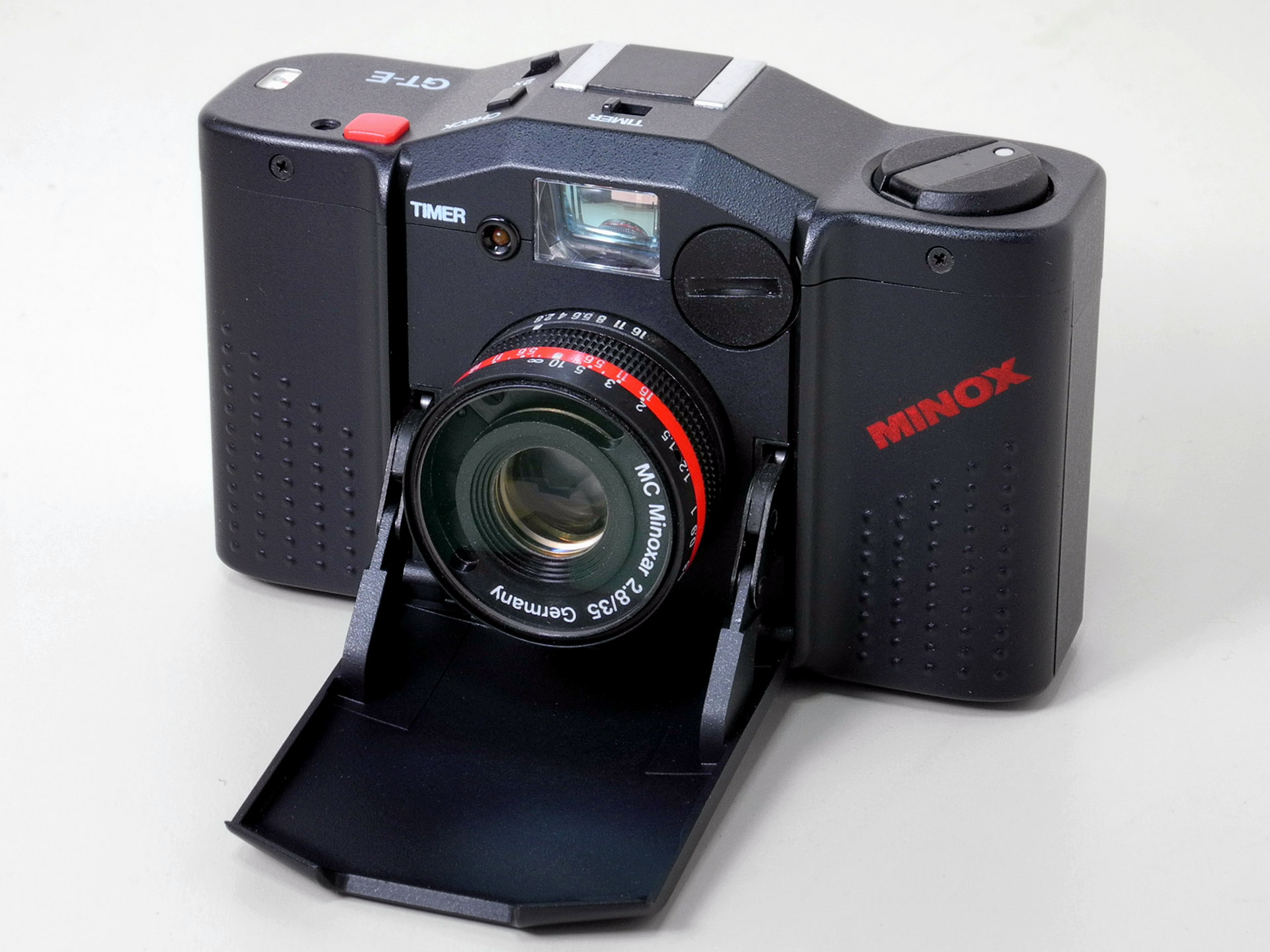
Minox 35 GT-E

- Minox 35 GT-E (1988) – wie GT, außer: Objektiv Minoxar, anderes Aussehen, Technik überarbeitet (Elektronik, Verschluss)
- Minox 35 GSE (1991) – Technik wie GT-E, aber mit Objektiv Minotar und Aussehen der GT
- Minox 35 GT-X (1997) – wie GT-E, wieder anderes Aussehen, Erkennung der Filmempfindlichkeit per DX-Kodierung
- Minox 35 GT-E II (1998) – wie GT-E (manuelles Einstellen der Filmempfindlichkeit), andere Gehäusefarbe
- Minox 35 GT-S (1998) – wie GT-X, andere Gehäusefarbe

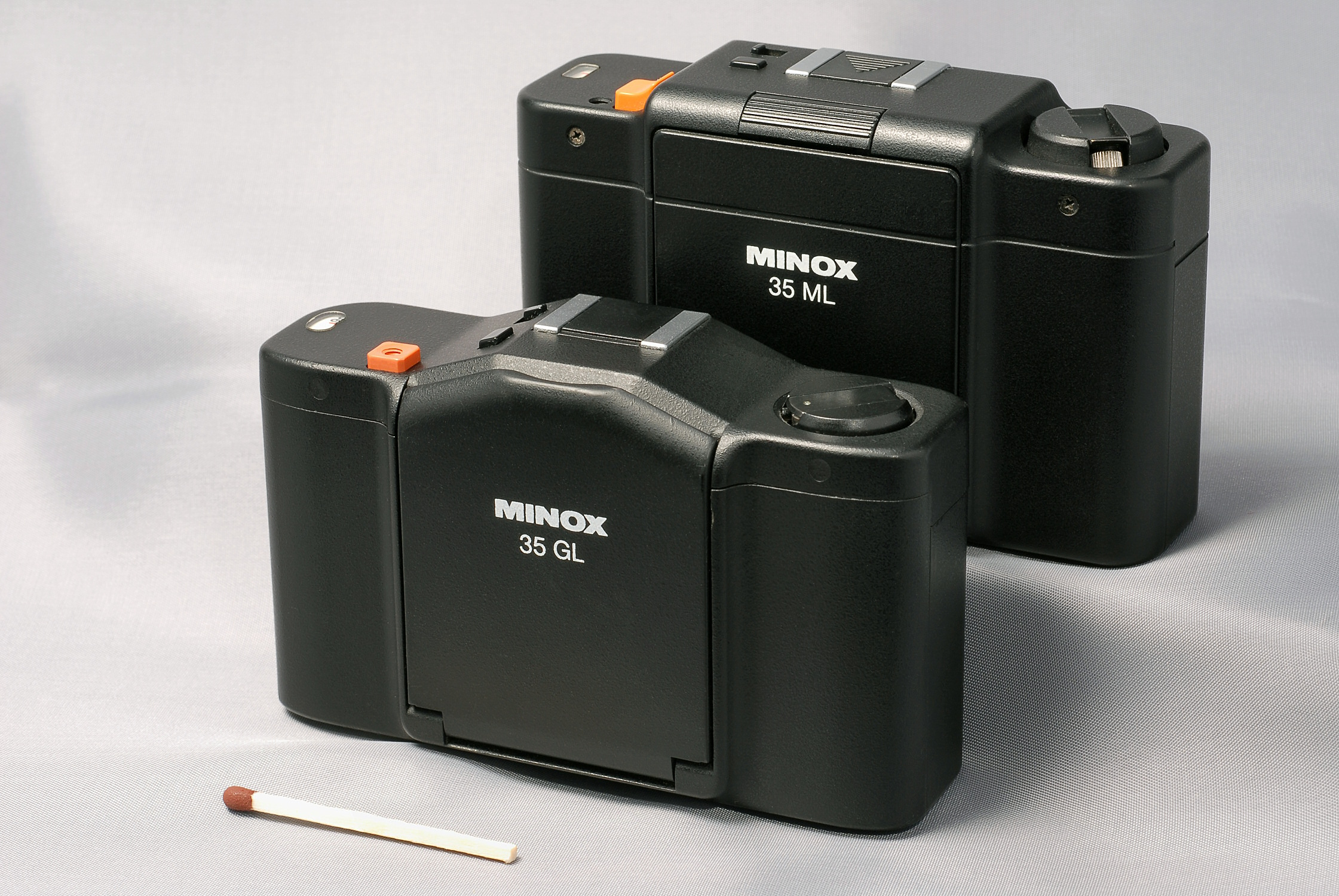
Minox 35 GL und ML

Linie M, andere Gehäuseform, andere Messzelle und Elektronik, Anzeige über LED statt Zeiger
- Minox 35 ML (1985) – Zeit- und Programmautomatik, Messwertspeicher
- Minox 35 MB (1986) – wie ML, nur ohne Programmautomatik
- Minox 35 MD-C (1992) – wie ML, außer: Objektiv Minoxar, Gehäuse mit Leichtmetall beschichtet

Andere Ausstattungsvarianten
- Minox 35 PL (1982) – nur Programmautomatik
- Minox 35 PE (1983) – wie PL, mit eingebautem Elektronenblitzgerät (deutlich größer als PL)
- Minox 35 AL (1987) – Fixfocus (keine Entfernungseinstellung)
- Minox 35 AF (1988) – Autofocus, weitgehende Neukonstruktion
- Minox 35 AF Mini (1994) – Autofocus, besonders kleine Ausführung

Die zusätzliche Bezeichnung FI steht für den Importeur Fowa, ½Italien. Die Auflistung umfasst nicht alle Modelle.